# Rămînerea
Rămînerea este un film românesc  din anul 1991, regizat de Laurențiu Damian. Rolurile principale sunt interpretate de actorii Mircea Albulescu, Monica Ghiuță, Maia Morgenstern și Dan Condurache.

## Rezumat
Reîntoarcerea lui Pavel la rădăcini, ultim supraviețuitor al familiei rătăcite în satul acum pustiu, îi readuce în amintire fluxul întâmplărilor care exercită asupra lui o atracție misterioasă.

## Distribuție
- Mircea Albulescu — Anghel (bătrân), un țăran dunărean care și-a construit casa pe un loc mai înalt decât biserica
- Monica Ghiuță — Maria, soția lui Anghel, mamă a șapte copii
- Maia Morgenstern — Valeria, fiica lui Anghel și a Mariei, mama lui Pavel
- Dan Condurache — Pavel, fiul Valeriei, nepotul lui Anghel
- Valentin Uritescu — Vache, gornistul satului care a cântat la toate nunțile și înmormântările consătenilor
- Luminița Gheorghiu — Ilinca, moașa satului, mama lui Emil
- Dorel Vișan — Căliman, preotul satului
- Eugenia Bosînceanu — Tanța, soția lui Aur, mama lui Nelu
- George Alexandru — Nelu al lui Aur, tânărul îndrăgostit de Valeria, tatăl lui Pavel
- Leopoldina Bălănuță — Coca Jeni, bătrâna nebună care-și așteaptă fiica în Halta Rămînerea
- Mitică Popescu — Cârjoi, țăranul care păzește lanul de grâu
- Șerban Ionescu — Anghel tânăr
- Cornel Gîrbea — Aur, tatăl lui Nelu
- Cerasela Stan — Aneta a lui Șapcă, mireasa lui Nelu
- Magda Catone — Aurola, soția cârciumarului
- Alexandru Pandele — Pârșocheanu, cârciumarul satului, soțul Aurolei
- Ernest Maftei — nea Milan, meșterul cioplitor de troițe
- Claudiu Istodor — Pavel Geblea, nebunul satului
- Ozana Oancea — Coca Jeni tânără, femeia care-și conduce fiica la gară
- Oana Mereuță
- Cristian Rotaru-Segall
- Dumitru Ghiuzelea
- Daniel Ștefănescu — Pavel copil
- Ana Maria Stan — fetița lui Jeni
- Mitruț Dabija — Emil, băiatul Ilincăi, care s-a înecat în Dunăre

## Primire
Filmul a fost vizionat de 27.236 de spectatori în cinematografele din România, după cum atestă o situație a numărului de spectatori înregistrat de filmele românești de la data premierei și până la data de 31 decembrie 2014 alcătuită de Centrul Național al Cinematografiei.